# Association Sportive de Monaco Football Club 2021-2022
Questa voce raccoglie le informazioni riguardanti l'Association Sportive de Monaco Football Club nelle competizioni ufficiali della stagione 2021-2022.

## Stagione
La stagione 2021-22 è stata la novantasettesima nella storia del club e la sua sessantatreesima stagione nella massima divisione. Questa stagione ha visto il Monaco partecipare alla Ligue 1, per la nona stagione consecutiva, e alla Coppa di Francia in ambito nazionale; alla Champions League e all'Europa League in ambito europeo.
Il Monaco fa il suo debutto nella Ligue 1 2021-2022 in casa contro il Nantes, pareggiando 1-1.
Il cammino europeo inizia in Champions League dai turni preliminari: dopo aver superato con due vittorie i cechi dello Sparta Praga, vengono eliminati agli spareggi dagli ucraini dello Šachtar, guidati dall'italiano Roberto De Zerbi, perdendo l'andata e pareggiando il ritorno dopo i supplementari. Questo risultato fa accedere i monegaschi alla fase a gironi dell'Europa League e viene sorteggiata con gli austriaci dello Sturm Graz, gli spagnoli della Real Sociedad e gli olandesi del PSV. Tre vittorie e tre pareggi gli valgono il primo posto del proprio girone, qualificandosi agli ottavi di finale dove ha incontrato i portoghesi del Braga: sconfitta in trasferta all'andata e pareggio in casa dopo i tempi supplementari, costano l'eliminazione dalla competizione.
Il pessimo rendimento nel girone d'andata, con 29 punti in 19 partite e la squadra al sesto posto, il 30 dicembre 2021 porta la società ad esonerare l'allenatore croato Niko Kovač, sostituito durante la sosta invernale da Stéphane Nado prima che, il 3 gennaio seguente viene annunciato come nuovo allenatore il belga Philippe Clement, svincolatosi dal Club Bruges.
In Coppa di Francia, dopo aver vinto in trasferta 2-0 contro il Red Star, 2-1 contro il Quevilly-Rouen e 4-2 contro il Lens, vince in casa 2-0 contro l'Angers, prima di essere eliminato in semifinale contro il Nantes: 2-2 al termine dei tempi regolamentari che portano la partita ai rigori dove i gialloverdi vincono 4-2 grazie agli errori di Ben Yedder e Tchouaméni.
Il 21 maggio 2022, con il pareggio esterno per 2-2 contro il Lens, conclude il campionato di Premier League al 3º posto, qualificandosi al terzo turno di qualificazione (percorso piazzate) della UEFA Champions League 2022-2023.

## Maglie e sponsor
Lo sponsor tecnico per la stagione 2021-2022 è Kappa, mentre lo sponsor ufficiale è eToro, società multinazionale di social trading e investimenti multi-asset che si occupa di fornire servizi finanziari e di copy trading. La prima maglia è in diagonale bianca e rossa solo sul davanti, calzoncini rossi e calzettoni bianchi, con una nuova tonalità di rosso denominata "Tango Red". La seconda maglia presenta una trama tono su tono a righe oblique sulla parte frontale di colore antracite con finiture rosse sul colletto a V e sui bordi delle maniche, calzoncini e calzettoni antracite. La terza maglia è color crema, con linee diagonali leggermente più scure con alcuni accenti rossi, così come i pantaloncini e i calzini ed è stata presentata prima del terzo turno preliminare di Champions League.
| Casa | Trasferta | Terza |

## Rosa
Aggiornato al 1º gennaio 2022.
| N. |                        | Ruolo | Calciatore                   |
| -- | ---------------------- | ----- | ---------------------------- |
| 1  | Polonia (bandiera)     | P     | Radosław Majecki             |
| 2  | Brasile (bandiera)     | D     | Vanderson                    |
| 3  | Cile (bandiera)        | D     | Guillermo Maripán            |
| 4  | Spagna (bandiera)      | C     | Cesc Fàbregas                |
| 5  | Francia (bandiera)     | D     | Benoît Badiashile            |
| 6  | Francia (bandiera)     | D     | Axel Disasi                  |
| 7  | Portogallo (bandiera)  | C     | Gelson Martins               |
| 8  | Francia (bandiera)     | C     | Aurélien Tchouaméni          |
| 9  | Paesi Bassi (bandiera) | A     | Myron Boadu                  |
| 10 | Francia (bandiera)     | A     | Wissam Ben Yedder (capitano) |
| 11 | Brasile (bandiera)     | C     | Jean Lucas                   |
| 12 | Brasile (bandiera)     | D     | Caio Henrique                |
| 14 | Germania (bandiera)    | A     | Ismail Jakobs                |
| 16 | Germania (bandiera)    | P     | Alexander Nübel              |
| 17 | Russia (bandiera)      | C     | Aleksandr Golovin            |
| 19 | Francia (bandiera)     | D     | Djibril Sidibé               |
| 21 | Serbia (bandiera)      | D     | Strahinja Pavlović           |
| 22 | Francia (bandiera)     | C     | Youssouf Fofana              |

| N. |                          | Ruolo | Calciatore        |
| -- | ------------------------ | ----- | ----------------- |
| 25 | Paesi Bassi (bandiera)   | A     | Anthony Musaba    |
| 26 | Francia (bandiera)       | D     | Ruben Aguilar     |
| 27 | Senegal (bandiera)       | A     | Krépin Diatta     |
| 28 | Guinea-Bissau (bandiera) | C     | Pelé              |
| 29 | Italia (bandiera)        | A     | Pietro Pellegri   |
| 30 | Italia (bandiera)        | P     | Vito Mannone      |
| 31 | Germania (bandiera)      | A     | Kevin Volland     |
| 33 | Portogallo (bandiera)    | C     | Tiago Ribeiro     |
| 33 | Francia (bandiera)       | C     | Félix Lemaréchal  |
| 34 | Francia (bandiera)       | D     | Chrislain Matsima |
| 35 | Francia (bandiera)       | C     | Maghnes Akliouche |
| 36 | Belgio (bandiera)        | C     | Eliot Matazo      |
| 37 | Francia (bandiera)       | C     | Sofiane Diop      |
| 38 | Francia (bandiera)       | D     | Yllan Okou        |
| 39 | Francia (bandiera)       | A     | Wilson Isidor     |
| 40 | Francia (bandiera)       | P     | Benjamin Lecomte  |
| 43 | Francia (bandiera)       | D     | Jean Marcelin     |

## Calciomercato

### Sessione estiva(dal 1º/07 al 31/08)
| Acquisti | Acquisti            | Acquisti        | Acquisti      |
| R.       | Nome                | da              | Modalità      |
| -------- | ------------------- | --------------- | ------------- |
| P        | Loïc Badiashile     | Las Rozas       | fine prestito |
| P        | Alexander Nübel     | Bayern Monaco   | prestito      |
| D        | Antonio Barreca     | Fiorentina      | fine prestito |
| D        | Benjamin Henrichs   | RB Lipsia       | fine prestito |
| D        | Jorge               | Basilea         | fine prestito |
| D        | Strahinja Pavlović  | Cercle Bruges   | fine prestito |
| D        | Julien Serrano      | Livingston      | fine prestito |
| C        | Jean-Eudes Aholou   | Strasburgo      | fine prestito |
| C        | Adrien Bongiovanni  | Den Bosch       | fine prestito |
| C        | Gil Dias            | Famalicão       | fine prestito |
| C        | Jean Lucas Oliveira | Olympique Lione | definitivo    |
| C        | Pelé                | Rio Ave         | fine prestito |
| A        | Myron Boadu         | AZ Alkmaar      | definitivo    |
| A        | Wilson Isidor       | Bastia-Borgo    | fine prestito |
| A        | Ismail Jakobs       | Colonia         | definitivo    |
| A        | Anthony Musaba      | Cercle Bruges   | fine prestito |
| A        | Keita Baldé         | Sampdoria       | fine prestito |

| Cessioni         | Cessioni           | Cessioni         | Cessioni                 |
| R.               | Nome               | a                | Modalità                 |
| ---------------- | ------------------ | ---------------- | ------------------------ |
| P                | Loïc Badiashile    |                  | fine contratto           |
| P                | Benjamin Lecomte   | Atlético Madrid  | prestito                 |
| P                | Gabriel Pereira    | Athl. Paranaense | definitivo               |
| D                | Antonio Barreca    | Lecce            | prestito                 |
| D                | Fodé Ballo-Touré   | Milan            | definitivo               |
| D                | Giulian Biancone   | Troyes           | definitivo               |
| D                | Benjamin Henrichs  | RB Lipsia        | riscattato               |
| D                | Jorge              | Palmeiras        | definitivo               |
| D                | Julien Serrano     |                  | risoluzione contrattuale |
| D                | Arthur Zagré       | Utrecht          | prestito biennale        |
| C                | Jean-Eudes Aholou  | Strasburgo       | rinnovo prestito         |
| C                | Adrien Bongiovanni |                  | fine contratto           |
| C                | Florentino Luís    | Benfica          | fine prestito            |
| C                | Gil Dias           | Benfica          | definitivo               |
| C                | Enzo Millot        | Stoccarda        | definitivo               |
| A                | Willem Geubbels    | Nantes           | prestito                 |
| A                | Stevan Jovetić     |                  | fine contratto           |
| A                | Anthony Musaba     | Heerenveen       | prestito                 |
| A                | Keita Baldé        | Cagliari         | definitivo               |
| A                | Henry Onyekuru     | Olympiacos       | definitivo               |
| A                | Pietro Pellegri    | Milan            | prestito                 |
| Altre operazioni |                    |                  |                          |
| R.               | Nome               | a                | Modalità                 |
| D                | Boris Popovic      | Cercle Bruges    | definitivo               |
| C                | Edgaras Utkus      | Cercle Bruges    | definitivo               |

### Sessione invernale(dal 1º/01 al 31/01)
| Acquisti | Acquisti        | Acquisti | Acquisti             |
| R.       | Nome            | da       | Modalità             |
| -------- | --------------- | -------- | -------------------- |
| D        | Vanderson       | Grêmio   | definitivo           |
| A        | Pietro Pellegri | Milan    | risoluzione prestito |

| Cessioni | Cessioni        | Cessioni        | Cessioni   |
| R.       | Nome            | a               | Modalità   |
| -------- | --------------- | --------------- | ---------- |
| A        | Wilson Isidor   | Lokomotiv Mosca | definitivo |
| A        | Pietro Pellegri | Torino          | prestito   |

### Operazioni esterne(dal 1º/02 al 30/06)
| Acquisti | Acquisti | Acquisti | Acquisti |
| R.       | Nome     | da       | Modalità |
| -------- | -------- | -------- | -------- |

| Cessioni | Cessioni           | Cessioni | Cessioni |
| R.       | Nome               | a        | Modalità |
| -------- | ------------------ | -------- | -------- |
| D        | Strahinja Pavlović | Basilea  | prestito |

## Risultati

### Ligue 1

#### Girone di andata
| Arbitro: | Gautier |

|             |           |                 |
| Martins 14’ | Marcatori | 42’ Castelletto |

| Arbitro: | Ben El Hadj |

|                 |           |  |
| Moffi 3’ (rig.) | Marcatori |  |

| Arbitro: | Pignard |

|  |           |                        |
|  | Marcatori | 51’ Ganago 90+4’ Banza |

| Arbitro: | Hamel |

|                    |           |               |
| Aguilar 51’ (aut.) | Marcatori | 40’, 58’ Diop |

| Arbitro: | Frappart |

|  |           |                |
|  | Marcatori | 37’, 60’ Dieng |

| Arbitro: | Letexier |

|                         |           |                                   |
| Delort 52’ Boudaoui 73’ | Marcatori | 39’ Golovin 77’ (rig.) Ben Yedder |

| Arbitro: | Brisard |

|                                        |           |             |
| Volland 27’ Ben Yedder 62’ (rig.), 86’ | Marcatori | 41’ Bouanga |

| Arbitro: | Millot |

|         |           |                                       |
| Bayo 6’ | Marcatori | 25’ Ben Yedder 48’ Volland 90+1’ Diop |

| Arbitro: | Turpin |

|                                                  |           |  |
| Tchouaméni 35’ Golovin 48’ Ben Yedder 64’ (rig.) | Marcatori |  |

| Arbitro: | Delerue |

|                                    |           |  |
| Toko Ekambi 74’ (rig.) Denayer 89’ | Marcatori |  |

| Arbitro: | Letexier |

|                                        |           |                     |
| Volland 12’ Ben Yedder 17’ Martins 62’ | Marcatori | 81’ (rig.) Savanier |

| Arbitro: | Hamel |

|                        |           |  |
| Mounié 18’ Honorat 79’ | Marcatori |  |

| Reims 7 novembre 2021, ore 15:00 CET 13ª giornata | Stade Reims | 0 – 0 referto | Monaco | Stadio Auguste Delaune (12 080 spett.)\| Arbitro: \| Pignard \| |
| Arbitro:                                          | Pignard     |               |        |                                                                 |

| Arbitro: | Delajod |

|                           |           |                     |
| Diatta 41’ Ben Yedder 82’ | Marcatori | 5’ (rig.), 9’ David |

| Arbitro: | Gautier |

|                         |           |                    |
| Ben Yedder 45+1’ (rig.) | Marcatori | 47’ (rig.) Ajorque |

| Arbitro: | Lissorgue |

|                  |           |                               |
| Nübel 55’ (aut.) | Marcatori | 25’ Boadu 45’ Diop 73’ Disasi |

| Arbitro: | Dechepy |

|                                                        |           |  |
| Diop 2’ Volland 44’ (rig.) Martins 578’ Ben Yedder 87’ | Marcatori |  |

| Arbitro: | Bastien |

|                        |           |  |
| Mbappé 12’ (rig.), 45’ | Marcatori |  |

| Arbitro: | Buquet |

|                                   |           |             |
| Ben Yedder 35’ (rig.) Volland 72’ | Marcatori | 16’ Terrier |

#### Girone di ritorno
| Nantes 9 gennaio 2022, ore 17:05 CET 20ª giornata | Nantes  | 0 – 0 referto | Monaco | Stadio della Beaujoire (4 133 spett.)\| Arbitro: \| Léonard \| |
| Arbitro:                                          | Léonard |               |        |                                                                |

| Arbitro: | Stinat |

|                                                         |           |  |
| Diop 45+2’ Ben Yedder 55’, 62’ (rig.) Caio Henrique 83’ | Marcatori |  |

| Arbitro: | Pignard |

|                              |           |                              |
| Wahi 12’ Mavididi 32’, 90+1’ | Marcatori | 34’ Ben Yedder 81’ Vanderson |

| Arbitro: | Buquet |

|                              |           |  |
| Jean Lucas 2’ Ben Yedder 27’ | Marcatori |  |

| Fontvieille 13 febbraio 2022, ore 13:00 CET 24ª giornata | Monaco  | 0 – 0 referto | Lorient | Stade Louis II (3 963 spett.)\| Arbitro: \| Dechepy \| |
| Arbitro:                                                 | Dechepy |               |         |                                                        |

| Arbitro: | Pignard |

|           |           |                    |
| Oudin 22’ | Marcatori | 66’ (aut.) Marcelo |

| Arbitro: | Millot |

|                |           |                                |
| Ben Yedder 55’ | Marcatori | 85’ (aut.) Volland 90+2’ Mbuku |

| Arbitro: | Gautier |

|  |           |             |
|  | Marcatori | 76’ Martins |

| Arbitro: | Wattellier |

|           |           |  |
| Djiku 23’ | Marcatori |  |

| Arbitro: | Bastien |

|                                        |           |  |
| Ben Yedder 25’, 84’ (rig.) Volland 68’ | Marcatori |  |

| Arbitro: | Brisard |

|            |           |                          |
| Amadou 63’ | Marcatori | 46’ Ben Yedder 73’ Boadu |

| Arbitro: | Lesage |

|                               |           |          |
| Caio Henrique 18’ Volland 57’ | Marcatori | 39’ Ugbo |

| Arbitro: | Frappart |

|                              |           |                                        |
| Tait 3’ Terrier 90+2’ (rig.) | Marcatori | 12’ Vanderson 57’ Ben Yedder 77’ Boadu |

| Arbitro: | Millot |

|               |           |  |
| Golovin 45+2’ | Marcatori |  |

| Arbitro: | Dechepy |

|                   |           |                                                               |
| Khazri 42’ (rig.) | Marcatori | 23’ Ben Yedder 25’ Volland 61’ (aut.) Kolodziejczak 77’ Boadu |

| Arbitro: | Ben El Hadj |

|                                 |           |  |
| Bamba 42’ (aut.) Ben Yedder 61’ | Marcatori |  |

| Arbitro: | Letexier |

|           |           |                     |
| Gomes 69’ | Marcatori | 42’, 75’ Tchouaméni |

| Arbitro: | Brisard |

|                                             |           |                         |
| Ben Yedder 44’ (rig.), 51’, 54’ Volland 70’ | Marcatori | 10’ Duverne 23’ Belaïli |

| Arbitro: | Bastien |

|                             |           |                               |
| Frankowski 30’ Ganago 90+5’ | Marcatori | 34’ Badiashile 62’ Ben Yedder |

### Coppa di Francia

#### Fase a eliminazione diretta
| Arbitro: | Letexier |

|  |           |                     |
|  | Marcatori | 33’, 65’ Ben Yedder |

| Arbitro: | Frappart |

|            |           |                                        |
| Sidibé 43’ | Marcatori | 33’ (rig.) Ben Yedder 37’, 58’ Volland |

| Arbitro: | Wattellier |

|                         |           |                                        |
| Saïd 45’ Kalimuendo 53’ | Marcatori | 18’, 88’ Ben Yedder 27’ Lucas 29’ Diop |

| Arbitro: | Delerue |

|                           |           |  |
| Tchouaméni 5’ Volland 54’ | Marcatori |  |

| Arbitro: | Bastien |

|                                     |                      |                                      |
| Sidibé 21’ (aut.) Moutoussamy 74’   | Marcatori            | 12’ Maripán 76’ Boadu                |
| Kolo Muani Merlin Moutoussamy Simon | Tiri di rigore 4 – 2 | Ben Yedder Disasi Tchouaméni Volland |

### Champions League

#### Fase di qualificazione
| Arbitro: | Michael Oliver |

|  |           |                            |
|  | Marcatori | 37’ Tchouaméni 59’ Volland |

| Arbitro: | Daniele Orsato |

|                                         |           |                     |
| Gelson Martins 50’ Golovin 56’ Diop 81’ | Marcatori | 78’ Moberg Karlsson |

| Arbitro: | Danny Makkelie |

|  |           |              |
|  | Marcatori | 19’ Pedrinho |

| Arbitro: | Anthony Taylor |

|                                |           |                     |
| Marlos 74’ Aguilar 114’ (aut.) | Marcatori | 18’, 39’ Ben Yedder |

### Europa League

#### Fase a gironi
| Arbitro: | Donatas Rumšas |

|            |           |  |
| Diatta 66’ | Marcatori |  |

| Arbitro: | Sergej Ivanov |

|            |           |            |
| Merino 53’ | Marcatori | 16’ Disasi |

| Arbitro: | Davide Massa |

|           |           |                    |
| Gakpo 59’ | Marcatori | 20’ Boadu 89’ Diop |

| Fontvieille 4 novembre 2021, ore 18:45 CET 4ª giornata | Monaco       | 0 – 0 referto | PSV | Stade Louis II (5 840 spett.)\| Arbitro: \| Cüneyt Çakır \| |
| Arbitro:                                               | Cüneyt Çakır |               |     |                                                             |

| Arbitro: | Ivan Kružliak |

|                        |           |          |
| Volland 28’ Fofana 38’ | Marcatori | 35’ Isak |

| Arbitro: | Mohammed Al-Hakim |

|                     |           |             |
| Jantscher 7’ (rig.) | Marcatori | 30’ Volland |

#### Fase a eliminazione diretta
| Arbitro: | Felix Zwayer |

|                     |           |  |
| Ruiz 3’ Vitinha 89’ | Marcatori |  |

| Arbitro: | Andreas Ekberg |

|            |           |          |
| Disasi 90’ | Marcatori | 20’ Ruiz |

## Statistiche
Aggiornate al 30 maggio 2022.

### Statistiche di squadra
| Competizione          | Punti            | In casa | In casa | In casa | In casa | In casa | In casa | In trasferta | In trasferta | In trasferta | In trasferta | In trasferta | In trasferta | Totale | Totale | Totale | Totale | Totale | Totale | DR  |
| Competizione          | Punti            | G       | V       | N       | P       | Gf      | Gs      | G            | V            | N            | P            | Gf           | Gs           | G      | V      | N      | P      | Gf     | Gs     | DR  |
| --------------------- | ---------------- | ------- | ------- | ------- | ------- | ------- | ------- | ------------ | ------------ | ------------ | ------------ | ------------ | ------------ | ------ | ------ | ------ | ------ | ------ | ------ | --- |
| Ligue 1               | 69               | 19      | 12      | 4       | 3       | 38      | 16      | 19           | 8            | 5            | 6            | 27           | 24           | 38     | 20     | 9      | 9      | 65     | 40     | +25 |
| Coppa di Francia      | Semifinalista    | 1       | 1       | 0       | 0       | 2       | 0       | 4            | 3            | 1            | 0            | 11           | 5            | 5      | 4      | 1      | 0      | 13     | 5      | +8  |
| UEFA Champions League | Spareggi         | 2       | 1       | 0       | 1       | 3       | 2       | 2            | 1            | 1            | 0            | 4            | 2            | 4      | 2      | 1      | 1      | 7      | 4      | +3  |
| UEFA Europa League    | Ottavi di finale | 4       | 2       | 2       | 0       | 4       | 2       | 4            | 1            | 2            | 1            | 4            | 5            | 8      | 3      | 4      | 1      | 8      | 7      | +1  |
| Totale                | -                | 26      | 16      | 6       | 4       | 47      | 20      | 29           | 13           | 9            | 7            | 46           | 36           | 55     | 29     | 15     | 11     | 93     | 56     | +37 |

### Andamento in campionato
| Giornata  | 1  | 2  | 3  | 4  | 5  | 6  | 7  | 8 | 9 | 10 | 11 | 12 | 13 | 14 | 15 | 16 | 17 | 18 | 19 | 20 | 21 | 22 | 23 | 24 | 25 | 26 | 27 | 28 | 29 | 30 | 31 | 32 | 33 | 34 | 35 | 36 | 37 | 38 |
| --------- | -- | -- | -- | -- | -- | -- | -- | - | - | -- | -- | -- | -- | -- | -- | -- | -- | -- | -- | -- | -- | -- | -- | -- | -- | -- | -- | -- | -- | -- | -- | -- | -- | -- | -- | -- | -- | -- |
| Luogo     | C  | T  | C  | T  | C  | T  | C  | T | C | T  | C  | T  | T  | C  | C  | T  | C  | T  | C  | T  | C  | T  | C  | C  | T  | C  | T  | T  | C  | T  | C  | T  | C  | T  | C  | T  | C  | T  |
| Risultato | N  | P  | P  | V  | P  | N  | V  | V | V | P  | V  | P  | N  | N  | N  | V  | V  | P  | V  | N  | V  | P  | V  | N  | N  | P  | V  | P  | V  | V  | V  | V  | V  | V  | V  | V  | V  | N  |
| Posizione | 11 | 14 | 19 | 14 | 16 | 14 | 13 | 8 | 6 | 10 | 8  | 10 | 11 | 8  | 9  | 7  | 7  | 8  | 6  | 7  | 5  | 8  | 6  | 6  | 6  | 9  | 8  | 8  | 7  | 6  | 6  | 6  | 5  | 4  | 4  | 3  | 2  | 3  |

Fonte:  Evoluzione classifica Ligue 1 21/22, su transfermarkt.it, Transfermarkt.
Legenda:

Luogo: C = Casa; T = Trasferta. Risultato: V = Vittoria; N = Pareggio; P = Sconfitta.

### Statistiche dei giocatori
Sono in corsivo i calciatori che hanno lasciato la società a stagione in corso.
| Giocatore        | Ligue 1  | Ligue 1 | Ligue 1     | Ligue 1    | Coppa di Francia | Coppa di Francia | Coppa di Francia | Coppa di Francia | UEFA Champions League | UEFA Champions League | UEFA Champions League | UEFA Champions League | UEFA Europa League | UEFA Europa League | UEFA Europa League | UEFA Europa League | Totale   | Totale | Totale      | Totale     |
| Giocatore        | Presenze | Reti    | Ammonizioni | Espulsioni | Presenze         | Reti             | Ammonizioni      | Espulsioni       | Presenze              | Reti                  | Ammonizioni           | Espulsioni            | Presenze           | Reti               | Ammonizioni        | Espulsioni         | Presenze | Reti   | Ammonizioni | Espulsioni |
| ---------------- | -------- | ------- | ----------- | ---------- | ---------------- | ---------------- | ---------------- | ---------------- | --------------------- | --------------------- | --------------------- | --------------------- | ------------------ | ------------------ | ------------------ | ------------------ | -------- | ------ | ----------- | ---------- |
| R. Aguilar       | 28       | 0       | 4           | 0          | 3                | 0                | 0                | 0                | 2                     | 0                     | 1                     | 0                     | 6                  | 0                  | 1                  | 0                  | 39       | 0      | 6           | 0          |
| Y. Aït Bennasser | -        | -       | -           | -          | -                | -                | -                | -                | -                     | -                     | -                     | -                     | -                  | -                  | -                  | -                  | -        | -      | -           | -          |
| M. Akliouche     | 6        | 0       | 1           | 0          | 2                | 0                | 0                | 0                | 0                     | 0                     | 0                     | 0                     | 0                  | 0                  | 0                  | 0                  | 8        | 0      | 1           | 0          |
| B. Badiashile    | 24       | 1       | 4           | 0          | 0                | 0                | 0                | 0                | 4                     | 0                     | 2                     | 0                     | 6                  | 0                  | 0                  | 0                  | 34       | 1      | 6           | 0          |
| W. Ben Yedder    | 37       | 25      | 3           | 0          | 4                | 5                | 0                | 0                | 4                     | 2                     | 0                     | 0                     | 7                  | 0                  | 0                  | 0                  | 52       | 32     | 3           | 0          |
| M. Boadu         | 31       | 4       | 0           | 0          | 3                | 1                | 0                | 0                | 1                     | 0                     | 0                     | 0                     | 7                  | 1                  | 0                  | 0                  | 42       | 6      | 0           | 0          |
| Caio Henrique    | 34       | 2       | 5           | 0          | 3                | 0                | 1                | 0                | 4                     | 0                     | 0                     | 0                     | 8                  | 0                  | 0                  | 0                  | 49       | 2      | 6           | 0          |
| K. Diatta        | 8        | 1       | 0           | 0          | 0                | 0                | 0                | 0                | 2                     | 0                     | 0                     | 0                     | 3                  | 1                  | 0                  | 0                  | 13       | 2      | 0           | 0          |
| S. Diop          | 30       | 6       | 6           | 0          | 4                | 1                | 0                | 0                | 4                     | 1                     | 1                     | 0                     | 7                  | 1                  | 0                  | 0                  | 45       | 9      | 7           | 0          |
| A. Disasi        | 32       | 1       | 5           | 0          | 4                | 0                | 0                | 0                | 3                     | 0                     | 0                     | 0                     | 6                  | 2                  | 1                  | 0                  | 45       | 3      | 6           | 0          |
| C. Fàbregas      | 2        | 0       | 0           | 0          | 0                | 0                | 0                | 0                | 2                     | 0                     | 0                     | 0                     | 1                  | 0                  | 0                  | 0                  | 5        | 0      | 0           | 0          |
| Y. Fofana        | 33       | 0       | 4           | 0          | 4                | 0                | 0                | 0                | 4                     | 0                     | 2                     | 0                     | 5                  | 1                  | 0                  | 1                  | 46       | 1      | 6           | 1          |
| A. Golovin       | 27       | 3       | 4           | 1          | 2                | 0                | 1                | 0                | 4                     | 1                     | 1                     | 0                     | 7                  | 0                  | 3                  | 0                  | 40       | 4      | 9           | 1          |
| W. Isidor        | 4        | 0       | 0           | 0          | 2                | 0                | 0                | 0                | 1                     | 0                     | 0                     | 0                     | 2                  | 0                  | 0                  | 0                  | 9        | 0      | 0           | 0          |
| I. Jakobs        | 28       | 0       | 1           | 0          | 5                | 0                | 0                | 0                | 3                     | 0                     | 0                     | 0                     | 3                  | 0                  | 1                  | 0                  | 39       | 0      | 2           | 0          |
| Jean Lucas       | 28       | 1       | 2           | 1          | 2                | 1                | 0                | 0                | 2                     | 0                     | 0                     | 0                     | 7                  | 0                  | 2                  | 0                  | 39       | 2      | 4           | 1          |
| B. Lecomte       | -        | -       | -           | -          | -                | -                | -                | -                | -                     | -                     | -                     | -                     | -                  | -                  | -                  | -                  | -        | -      | -           | -          |
| F. Lemaréchal    | 2        | 0       | 0           | 0          | 1                | 0                | 0                | 0                | 0                     | 0                     | 0                     | 0                     | 0                  | 0                  | 0                  | 0                  | 3        | 0      | 0           | 0          |
| S. Magassa       | 0        | 0       | 0           | 0          | 1                | 0                | 0                | 0                | 0                     | 0                     | 0                     | 0                     | 0                  | 0                  | 0                  | 0                  | 1        | 0      | 0           | 0          |
| R. Majecki       | 0        | 0       | 0           | 0          | 2                | -1               | 0                | 0                | 1                     | -1                    | 0                     | 0                     | 1                  | -1                 | 0                  | 0                  | 4        | -3     | 0           | 0          |
| V. Mannone       | 0        | 0       | 0           | 0          | 2                | -2               | 0                | 0                | 0                     | 0                     | 0                     | 0                     | 0                  | 0                  | 0                  | 0                  | 2        | -2     | 0           | 0          |
| G. Maripán       | 26       | 0       | 5           | 0          | 3                | 1                | 0                | 0                | 2                     | 0                     | 0                     | 0                     | 6                  | 0                  | 4                  | 0                  | 37       | 1      | 9           | 0          |
| G. Martins       | 32       | 4       | 4           | 0          | 5                | 0                | 0                | 0                | 4                     | 1                     | 0                     | 0                     | 6                  | 0                  | 0                  | 0                  | 47       | 5      | 4           | 0          |
| E. Matazo        | 19       | 0       | 1           | 0          | 4                | 0                | 1                | 0                | 1                     | 0                     | 0                     | 0                     | 5                  | 0                  | 0                  | 0                  | 29       | 0      | 2           | 0          |
| C. Matsima       | 7        | 0       | 0           | 0          | 3                | 0                | 0                | 0                | 0                     | 0                     | 0                     | 0                     | 3                  | 0                  | 0                  | 0                  | 13       | 0      | 0           | 0          |
| A. Musaba        | 1        | 0       | 0           | 0          | 0                | 0                | 0                | 0                | 1                     | 0                     | 0                     | 0                     | 0                  | 0                  | 0                  | 0                  | 2        | 0      | 0           | 0          |
| A. Nübel         | 38       | -40     | 0           | 0          | 1                | -2               | 0                | 0                | 3                     | -3                    | 0                     | 0                     | 7                  | -6                 | 1                  | 0                  | 49       | -51    | 1           | 0          |
| Y. Okou          | 0        | 0       | 0           | 0          | 1                | 0                | 0                | 0                | 0                     | 0                     | 0                     | 0                     | 0                  | 0                  | 0                  | 0                  | 1        | 0      | 0           | 0          |
| S. Pavlović      | 7        | 0       | 3           | 1          | 1                | 0                | 0                | 0                | 0                     | 0                     | 0                     | 0                     | 3                  | 0                  | 1                  | 0                  | 11       | 0      | 4           | 1          |
| P. Pellegri      | -        | -       | -           | -          | -                | -                | -                | -                | -                     | -                     | -                     | -                     | -                  | -                  | -                  | -                  | -        | -      | -           | -          |
| D. Sidibé        | 17       | 0       | 6           | 0          | 3                | 0                | 0                | 0                | 3                     | 0                     | 0                     | 0                     | 3                  | 0                  | 0                  | 0                  | 26       | 0      | 6           | 0          |
| A. Tchouaméni    | 35       | 3       | 10          | 1          | 4                | 1                | 1                | 0                | 4                     | 1                     | 2                     | 0                     | 7                  | 0                  | 0                  | 0                  | 50       | 5      | 13          | 1          |
| T. Ribeiro       | 1        | 0       | 0           | 0          | 0                | 0                | 0                | 0                | 0                     | 0                     | 0                     | 0                     | 0                  | 0                  | 0                  | 0                  | 1        | 0      | 0           | 0          |
| Vanderson        | 17       | 2       | 3           | 0          | 3                | 0                | 0                | 0                | 0                     | 0                     | 0                     | 0                     | 2                  | 0                  | 1                  | 0                  | 22       | 2      | 4           | 0          |
| K. Volland       | 34       | 9       | 10          | 0          | 5                | 3                | 0                | 0                | 4                     | 1                     | 1                     | 0                     | 8                  | 2                  | 1                  | 0                  | 51       | 15     | 12          | 0          |